# Улица Лазарева (Коломна)
У́лица Ла́зарева — улица в Коломне в районе Старая Коломна на территории Кремля. Проходит от улицы Октябрьской революции до улицы Зайцева, пересекает улицы Лажечникова, Святителя Филарета, Кремлёвскую и Исаева, проходит через Соборную площадь и Пятницкие ворота Кремля.

## Происхождение названия
Названа в октябре 1921 в честь члена совета рабочих депутатов, коммуниста М. С. Лазарева. Ранее называлась Успенская по Успенскому собору.

## История

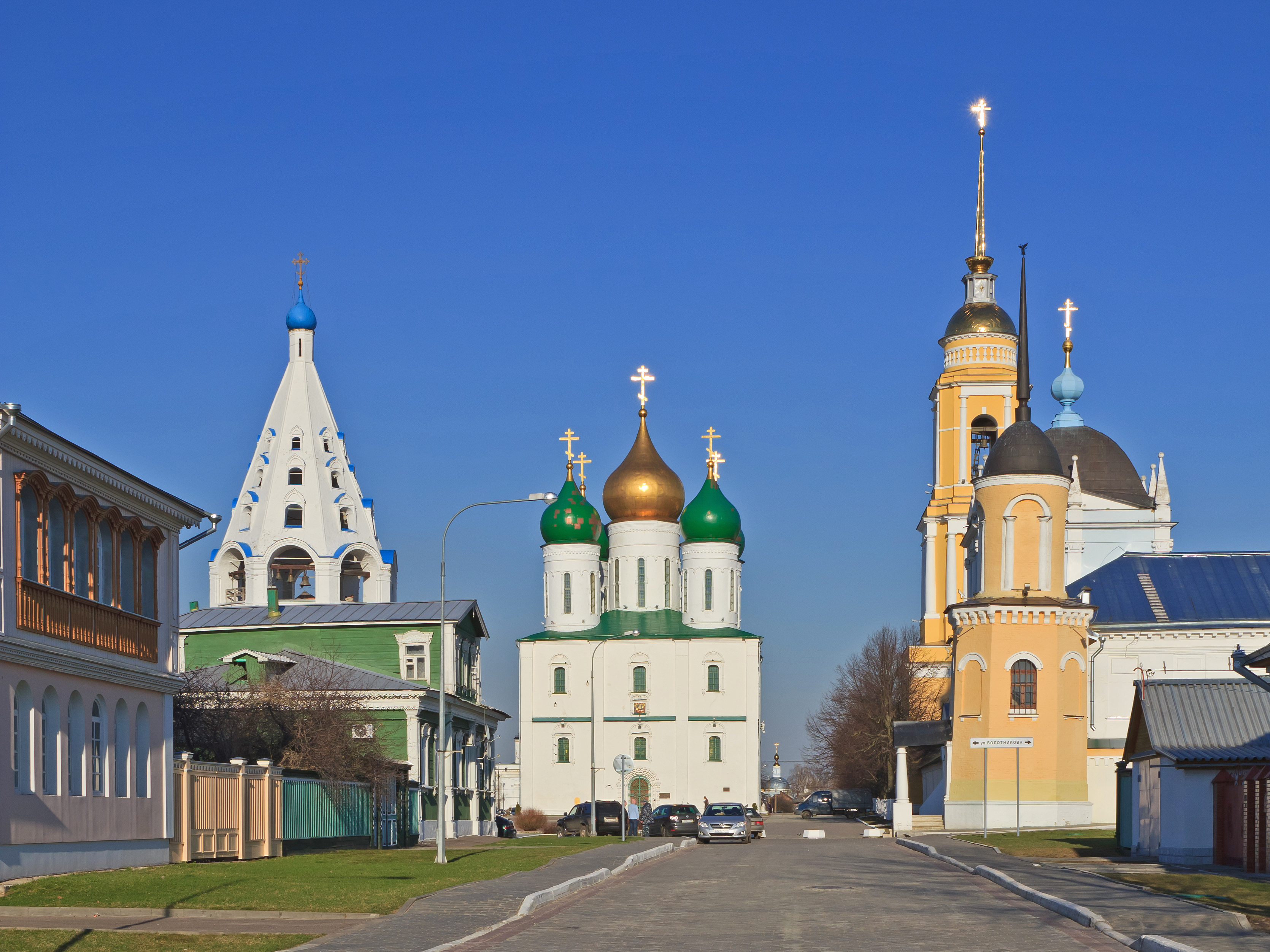
Вид улицы Лазарева в сторону Соборной площади

Одна из старейших улиц города. Главная улица Кремля. В современном виде возникла в 1784 в результате реконструкции города по «регулярному» плану, когда старую улицу спрямили и немного изменили её направление. В начале XIX века улица застраивалась городскими дворянскими усадьбами.

## Примечательные здания и сооружения
По нечётной стороне:

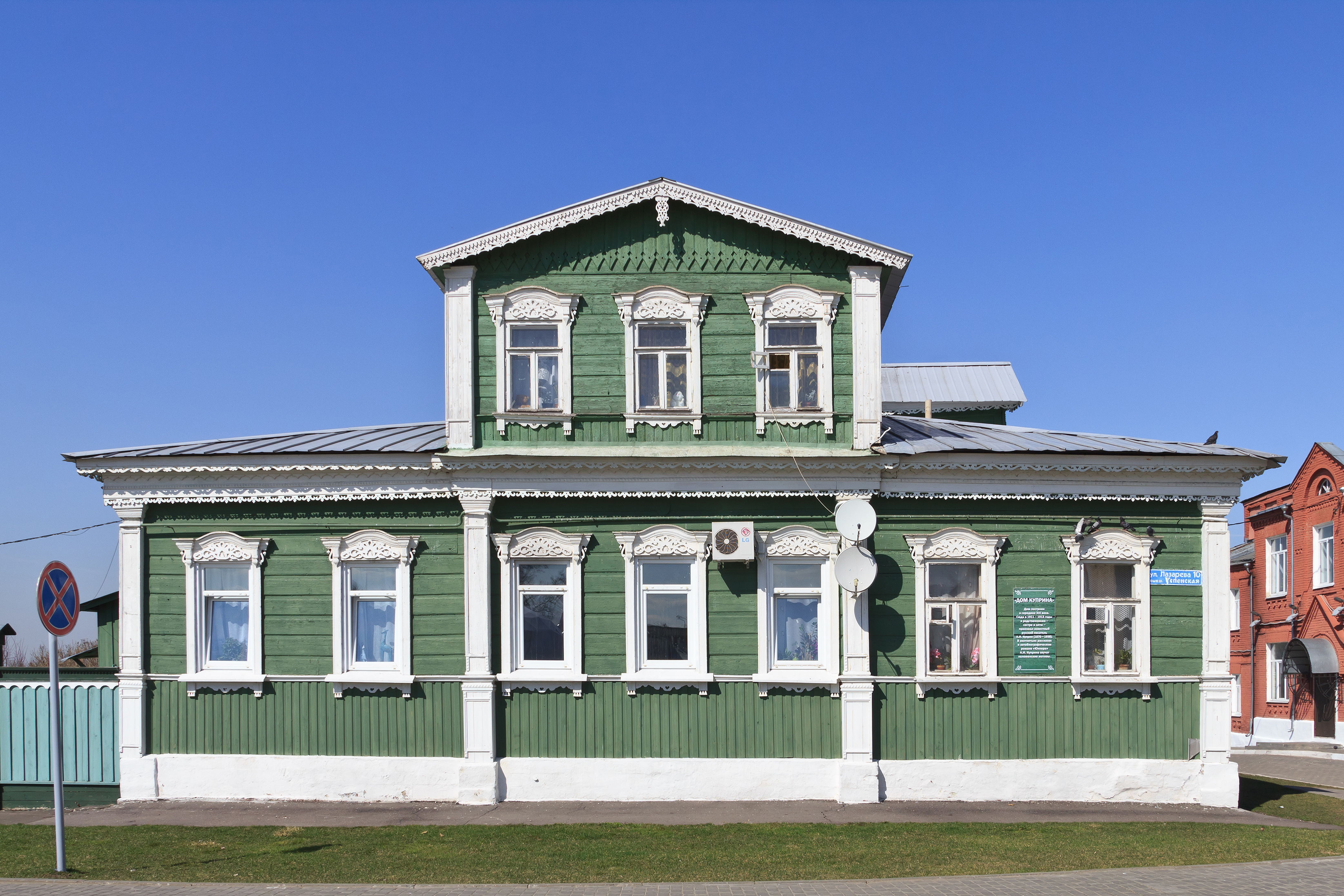
Дом в Коломне на улице Лазарева, в котором у своей сестры гостил А. И. Куприн

- № 9-11 — Новоголутвинский женский монастырь. На улицу выходят Сергиевская церковь и колокольня.

По чётной стороне:
- № 10 — Дом, в котором в 1911—1913 бывал писатель А. И. Куприн
- № 12 — Приходское училище (1865), ныне — Средняя общеобразовательная школа № 3.
- № 14 — Успенский Кафедральный собор.
- № 16 — Церковь Николы Гостиного.
- № 18 — Церковь Воскресенская в крепости (1716).
- № 22 — «Дом Мозгова» в стиле ампир (вторая четверть XIX века).
- № 26 — Крестовоздвиженская церковь (1830-е гг.).
- № 28 — «Дом Луковкина» в стиле ампир (1830-е гг.).

## Транспорт
Автобус 1, 3, 5, 6, 7, 11, 14: остановка «Автостанция Старая Коломна».